# Nemacolin, Pennsylvania
Nemacolin, Pennsylvania (енгл. Nemacolin) насељено је место без административног статуса у америчкој савезној држави Пенсилванија.

## Демографија
По попису из 2010. године број становника је 937, што је 97 (-9,4%) становника мање него 2000. године.
| Група             | 2000.         | 2010.       |
| Белци             | 1.001 (96,8%) | 915 (97,7%) |
| Афроамериканци    | 5 (0,5%)      | 5 (0,5%)    |
| Азијати           | 0 (0,0%)      | 1 (0,1%)    |
| Хиспаноамериканци | 15 (1,5%)     | 4 (0,4%)    |
| Укупно            | 1.034         | 937         |